# Myospila aureorufa
Myospila aureorufa este o specie de muște din genul Myospila, familia Muscidae, descrisă de John Richard Vockeroth în anul 1972. Conform Catalogue of Life specia Myospila aureorufa nu are subspecii cunoscute.